# Xyletinus tremulicola
Xyletinus tremulicola is een keversoort uit de familie klopkevers (Anobiidae). De wetenschappelijke naam van de soort is voor het eerst geldig gepubliceerd in 1958 door Kangas.